# Västerfjärden (Finström, Åland)
Västerfjärden är en vik i Åland (Finland). Den ligger i den nordvästra delen av landskapet, 21 km norr om huvudstaden Mariehamn.